# Noruega en los Juegos Olímpicos de la Juventud 2018
Noruega compitió en los Juegos Olímpicos de la Juventud 2018 en Buenos Aires, Argentina, celebrados entre el 6 y el 18 de octubre de 2018. Su delegación obtuvo dos medallas doradas, una plateada y tres de bronce.

## Medallero
| Medalla       | Oro | Plata | Bronce | Total |
| ------------- | --- | ----- | ------ | ----- |
| Total oficial | 2   | 1     | 3      | 6     |

## Bádminton
Noruega clasificó a un jugador basado en el ranking mundial junior de bádminton.
- Individual masculino - Markus Barth

## Voleibol playa
Noruega clasificó a un equipo femenino por su desempeño en la final de la Copa Continental de la Juventud de Europa 2017-18.
- Torneo femenino - 1 equipo de 2 atletas

## Gimnasia

### Artística
Noruega clasificó a un gimnasta por su desempeño en el Campeonato Europeo Juvenil de 2018.
- Individual masculino - 1 plaza

### Rítmica
Noruega clasificó a un gimnasta rítmico en función de su desempeño en el evento de calificación europeo.
- Individual femenino - 1 plaza

## Karate
Noruega clasificó a un atleta por su desempeño en uno de los Torneos de Clasificación de Karate.
- +59kg femenino - Annika Sælid

## Remo
Noruega clasificó un barco según su rendimiento en el Campeonato Mundial Juvenil de Remo 2017.
- Individual masculino - 1 atleta

## Vela
Noruega clasificó un bote según su rendimiento en la eliminatoria europea de Techno 293+.
- Techno 293+ femenino - 1 bote